# خوسيه رامون فرنانديز
خوسيه رامون فرنانديز هو سياسي كوبي، ولد في 4 نوفمبر 1923 في سانتياغو دي كوبا في كوبا، وتوفي في 6 يناير 2019 في هافانا في كوبا. حزبياً، نشط في الحزب الشيوعي الكوبي. وقد انتخب عضو في الجمعية الوطنية لكوبا.

## الشكر وتقدير
تقديراً لعمله ، حصل على عدة ميداليات ، إحداها كانت لقب بطل جمهورية كوبا.

## روابط خارجية
- خوسيه رامون فرنانديز على موقع أوليمبيديا (الإنجليزية)